# Karl Joachim de Fürstenberg

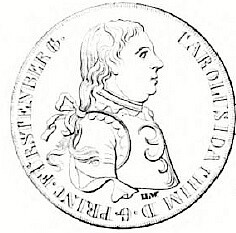
Karl Joachim

Karl Joachim Aloys Franz von Paula zu Fürstenberg-Stühlingen (31 de marzo de 1771 - 17 de mayo de 1804) fue un noble alemán y miembro de la Casa de Fürstenberg. Nació y murió en Donaueschingen y entre 1796 y 1804 fue el octavo Príncipe reinante de Fürstenberg.

## Biografía
Karl Joachim era el menor de los hijos del príncipe Joseph Wenzel zu Fürstenberg y de Maria Josepha von Waldburg-Scheer-Trauchburg. En 1787 completó su prolongada educación con un grand tour a través de Bélgica, Holanda e Inglaterra, acompañado por Joseph Kleiser.
Sucedió a su hermano mayor Joseph Maria después de la muerte de este último sin descendencia en 1796. En ese tiempo el principado estaba amenazado por los ejércitos de la Primera República Francesa y el avance de estos sobre el Rin. Karl Joachim huyó a su castillo de Heiligenberg, dejando el gobierno del principado a su confidente Kleiser. Hizo retroceder al primer escuadrón del landsturm y se opuso a la decisión del Reichkreis de Suabia de hacer de Donaueschingen un lugar de encuentro de las tropas del kreis. Karl Joachim era generalmente simpatizante de la República Francesa y se piensa que se habría unido a la Confederación del Rin si hubiera vivido hasta su fundación. Incluso así, el principado sufrió con la ocupación francesa y por el paso de tropas francesas y austríacas.
El 11 de enero de 1796 Karl Joachim se casó con Karoline Sophie von Fürstenberg-Weitra (20 de agosto de 1777 - 25 de febrero de 1846), hija del Landgrave Joachim de Fürstenberg-Weitra. El matrimonio no produjo hijos y la línea de Fürstenberg-Stühlingen se extinguió con él; Fürstenberg enteramente pasó así a Carlos Egon II de la línea subsidiaria bohemia.